# Antepipona splendida
Antepipona splendida är en stekelart som beskrevs av Gusenleitner 2005. Antepipona splendida ingår i släktet Antepipona och familjen Eumenidae. Inga underarter finns listade i Catalogue of Life.